# Desmodium prehensile
Desmodium prehensile är en ärtväxtart som beskrevs av Diederich Franz Leonhard von Schlechtendal. Desmodium prehensile ingår i släktet Desmodium och familjen ärtväxter. Inga underarter finns listade i Catalogue of Life.